# 山村犹有读书声
《山村犹有读书声》（Être et avoir）是一部2002年法国纪录电影，尼古拉·菲利贝尔执导。它被提名2002年戛纳电影节非竞赛单元，并获得了商业成功。
影片所展现的场景是法国圣艾蒂安-苏-于松小镇上的一所小学。该小学有一个由不同年龄学生构成的小班，以及一个扶助小镇教育的老师乔治·洛佩，他对学生很有耐心，影片就是讲述他在一个学年里的经历。
该片曾获萨克拉门托法国电影节观众奖。